# 4-та бронетанкова дивізія (США)
4-та бронетанкова дивізія (США) (англ. 4th Armored Division (United States) — військове з'єднання, бронетанкова дивізія армії США. Дивізія брала участь у бойових діях Другої світової війни.

## Історія
4-та бронетанкова дивізія була заснована 15 квітня 1941 року у військовому таборі Кемп Пін (згодом Форт Драм) під командуванням бригадного генерала Генрі В. Берда. У травні-червні 1942 року дивізію переформували на повноцінну бронетанкову дивізію, яку очолював генерал-майор Джон Ширлі Вуд. У грудні 1943 року, після проведення низки військових навчань та тренувань, дивізію перекинули до Англії, де вона розпочала підготовку до вторгнення до Франції.
З січня до липня 1944 року дивізія проводила тренування і 11 липня висадилася на плацдармі «Юта», через місяць після висадки основних сил у Нормандії, і 17 липня вперше вступила в бій. 28 липня 4-та бронетанкова дивізія у складі сил VIII корпусу брала участь в операції «Кобра». Потім 4-ту дивізію перекинули на південь, вона билася за Нант, 12 серпня 1944 року відрізавши значні сили вермахту на півострові Бретань. Згодом бронетанкова дивізія вирушила на схід, швидко проїхавши через усю Францію на північ від Луари, де 11–13 вересня в боях на Мозелі завдала поразки німцям, вела бої за Нансі та 16 вересня захопила Люневіль. Надалі вела бойові дії в Лотарингії, за Дьєз, Арракур, Вів'є, форсувала Саар, бої за Гро-Редершен, Бінен і Берендорф.
18 грудня 1944 року, через два дні після того, як німці розпочали свій наступ в Арденнах, 4-та бронетанкова дивізія з ходу вступила в бій, здійснивши 250-кілометровий марш за 19 годин. Дивізія була передовим ударним угруповання 3-ї армії генерала Паттона, вона першою прорвала блокаду Бастоні й пробилася до оточеної 101-ї повітрянодесантної дивізії. Через шість тижнів 4-та дивізія продовжила наступ на схід з району міста Люксембург, увірвалася до Німеччини і вела бої до виходу до західної Чехословаччини, куди американська бронетанкова дивізія увійшла 6 травня 1945 року.
Після війни 4-та американська бронетанкова дивізія виконувала окупаційні функції на території Західної Німеччини. 20 травня 1949 року її розформували, але 15 червня 1954 року вона була відновлена у Форт-Гуді в Кілліні, штат Техас. З 1957 року знову дислокувалася на території американської зони окупації в Німеччині; була частиною VII корпусу протягом більшої частини цього періоду, до свого повного розформування у травні 1971 року. Рештки дивізії були передані на посилення 1-ї бронетанкової дивізії армії США.